# Attaque du 29 octobre 2020 à Avignon
L'attaque du 29 octobre 2020 à Avignon est une attaque raciste menée par Fabien Badaroux, un homme équipé d'un pistolet-mitrailleur déchargé, se réclamant de l'organisation d'extrême droite Génération identitaire et suivi pour des antécédents psychiatriques. Il ne fait pas de blessés.
L'assaillant agit dans la campagne avignonnaise de Montfavet (Vaucluse). Dans la matinée, il cible un automobiliste maghrébin, avant de s'en prendre à la Brigade anti-criminalité venue l'arrêter. Il est abattu à 11 h 15.
Une enquête judiciaire est ouverte dans les jours suivant les faits pour tentative d'homicide sur personne dépositaire de l'autorité publique. Après en avoir été dissuadé par la police, une plainte pour tentative d'homicide volontaire est déposée par la victime.

## Contexte
L'attaque se déroule deux heures après l'attentat de la basilique Notre-Dame de Nice, où un terroriste islamiste a tué trois personnes,.

## Déroulement
Dans le quartier Montfavet situé dans la rase campagne d'Avignon, sur l'allée Georges-Alphandery, Fabien Badaroux menace avec un pistolet-mitrailleur de calibre 6,35 mm non chargé des badauds puis un automobiliste maghrébin. Tenant des propos « incohérents » selon l'agence France-Presse, il se réclame de Génération identitaire auprès de cet automobiliste, et porte une doudoune logotypée « Defend Europe », symbole du groupe d'extrême droite. 
L'automobiliste témoigne que l'assaillant aurait effectué un salut nazi,. Il contacte ensuite la police nationale,.
Une patrouille de la Brigade anti-criminalité arrive sur place. Elle demande à l'assaillant de lâcher son arme. Il n'obtempère pas. La police tire au Flash-Ball, mais l'assaillant continue de brandir son arme et d'avancer,. À 11 h 15, Fabien Badaroux est abattu par quatre policiers avec leurs armes de service,.
L'homme agressé décrit l'altercation à Mediapart. Il décrit Fabien Badaroux comme un « skinhead » : « Il avait des Dr. Martens aux pieds, il était tout maigre dans son jean, on aurait dit un vigile qui n’a pas trouvé sa voie. » Celui-ci l'aborde lorsqu'il descend de sa voiture. « Il est arrivé en regardant sur son téléphone portable [...], et il m'a dit : « Qu'est-ce que t'as, mon gars ? » Je lui ai répondu : « C'est toi, qu'est-ce que tu as ? » À partir de là, il a commencé à me dire : « Qu'est-ce que tu fous ici ? T'as rien à faire ici, casse-toi ! » » D'après le parquet d'Avignon, « l'automobiliste roulait très vite et a failli renverser l'homme armé, qui l'a ensuite insulté ». Toujours selon le témoin, alors qu'il tente de s'enfuir en voiture, Fabien Badaroux « se met au milieu de la route, sort un calibre de son blouson et enclenche le chargeur ». Il parvient tout de même à prendre la fuite et appelle la police. Fabien Badaroux « marche vite en tendant la main pour faire des saluts nazis » et crie : « Tu as raison, casse-toi ! Génération identitaire ! ». La victime affirme également avoir « dit au téléphone qu'il faisait des saluts nazis, la police a tous les enregistrements ».

## Assaillant
L'assaillant, Fabien Badaroux, est un Français, né le 22 avril 1987 à Arles (Bouches-du-Rhône), domicilié à Montfavet, et âgé de 33 ans,. Par le passé, il a été pris en charge par un service d'éducation spéciale et de soins à domicile puis par un établissement et service d'aide par le travail (ESAT), services de soin à destination des personnes handicapés, et a été hospitalisé à l'hôpital psychiatrique de Montfavet, situé près des lieux de l'attaque. L'Humanité le présente comme « en rupture avec l'ESAT depuis plusieurs années ».
Selon les sources journalistiques, il est issu de la mouvance identitaire,, ; selon Midi libre, il se réclamait d'extrême droite. Des livres d'« ultra-droite » et néonazis,,, des tracts et des autocollants de Génération identitaire,, ainsi que des objets de la Seconde Guerre mondiale,, et une collection d'armes blanches sont retrouvés à son domicile. Dans un communiqué, Génération identitaire nie que Fabien Badaroux soit ou ait été l'un de ses membres,. D'après L'Humanité, Génération identitaire n'est pas implantée à Montfavet, et Fabien Badaroux ne s'investissait dans la mouvance identitaire qu'à travers internet.
Fabien Badaroux était jusqu'en 2015 militant communiste. Séduit par les discours de Marie-George Buffet, il intègre le Mouvement jeunes communistes de France en 2006 et milite pour sa candidature à l'élection présidentielle de 2007. Il rejoint ensuite le Parti communiste français. Après s'être éloigné du parti à partir de 2012-2013, lui reprochant, selon le conseiller départemental communiste André Castelli, de « s'occuper trop des Arabes », il le quitte en 2015. Castelli rapporte des désaccords sur les positions du parti à propos de l'immigration. Selon la section locale du PCF, le dernier contact avec remonte à 2018, alors que  Badaroux reçoit un mail d'une campagne de soutien pour l'Aquarius, navire de sauvetage pour migrants, il demande à être rayé de la liste de diffusion et exprime son intérêt pour Génération identitaire.

## Enquête
Le parquet national antiterroriste ne se saisit pas de l'affaire, le procureur de la République expliquant que « l'individu est français, né en France qui n'a rien à voir avec la religion musulmane. Ça n'a strictement rien à voir avec un acte terroriste. C'est une affaire de droit commun qui relève de l'action d'un déséquilibré » ; « Il a tenu des propos sans queue ni tête. Il s'agissait surtout de quelqu'un de très perturbé psychologiquement ». Le parquet n'infirme ni ne confirme que cet homme appartenait une mouvance d'extrême droite.
Une enquête est ouverte et est confiée à la police judiciaire de Montpellier, pour tentative d'homicide sur personne dépositaire de l'autorité publique, ne concernant pas l'agression initiale.
L'homme agressé est auditionné par la police le jour des faits. Il n'est par la suite ni contacté ni convoqué par la justice, et aucune aide psychologique ne lui est proposée. Il renonce dans un premier temps à saisir la justice. Le 27 novembre 2020, il demande à déposer plainte au commissariat d'Avignon, mais des policiers le dissuadent. D'après son avocat Ouadie Elhamamouchi, ils lui déclarent que la plainte est inutile, Fabien Badaroux étant mort. La plainte est finalement déposée le 3 décembre, directement par son avocat au procureur de la République. Elle est déposée contre X pour « tentative d'homicide volontaire » et vise aussi d'autres personnes qui pourraient être en lien avec l'attaque. Ces différents faits sont révélés par Mediapart en décembre 2020,.

## Réception
Le jour de l'attaque, à 11 h 28, Europe 1 diffuse une fausse information selon laquelle l'attaquant aurait crié « Allahou Akbar ». Dans le contexte de l'attentat islamiste de Nice, l'information est massivement partagée par la fachosphère. Valeurs actuelles la titre et les personnalités politiques sont les principales à réagir, Marion Maréchal déclare que « les cellules islamistes sont en train de se réactiver d'un coup sur tout le territoire ». L'information est niée dans le cours de la journée par le procureur de la République d'Avignon,. Il affirme également que l'attaque n'est qu'une « affaire de droit commun » commise par un « Français, né en France » qui « n'a rien à voir avec la religion musulmane », ce qui a pour conséquence de diminuer la couverture médiatique.
La fachosphère ajoute à la fake news que l'assaillant serait un homme turc. Après que l'investissement dans la mouvance identitaire de Fabien Badaroux ait été révélée par plusieurs médias, le canal Telegram officiel de Génération identitaire affirme que « les islamistes tentent un pitoyable contre-feu ». De nombreux messages conspirationnistes, notamment partagés par le site antisémite Démocratie participative, affirment qu'il s'agirait d'un « false flag » organisé par des djihadistes ou un « Zionist Occupation Government ».

## Conséquences
Cet événement fait réagir plusieurs élus qui demandent la dissolution du groupe d'extrême droite Génération identitaire. Le 2 novembre 2020, le député  Éric Coquerel adresse un courrier en ce sens aux ministres Gérald Darmanin, Marlène Schiappa et Éric Dupond-Moretti,,.
Après avoir déclenché un processus de dissolution visant Génération identitaire en février 2021, Gérald Darmanin, ministre de l'Intérieur, énumère l'attaque de Fabien Badaroux parmi les « agissements violents ou
constitutifs d'incitation à la haine ou à la discrimination à raison de l'origine ou de la religion se sont réclamées de l'idéologie diffusée par Génération identitaire, démontrant ainsi la capacité d'influence néfaste de cette association » comme motif de dissolution. Il précise : « Si Génération identitaire se défend d'avoir compté cet individu dans ses rangs, il n'en demeure pas moins que celui-ci s'est revendiqué de son idéologie, des tracts et autocollants de l'association ayant d'ailleurs été découverts à son domicile. »